# 相馬忠胤

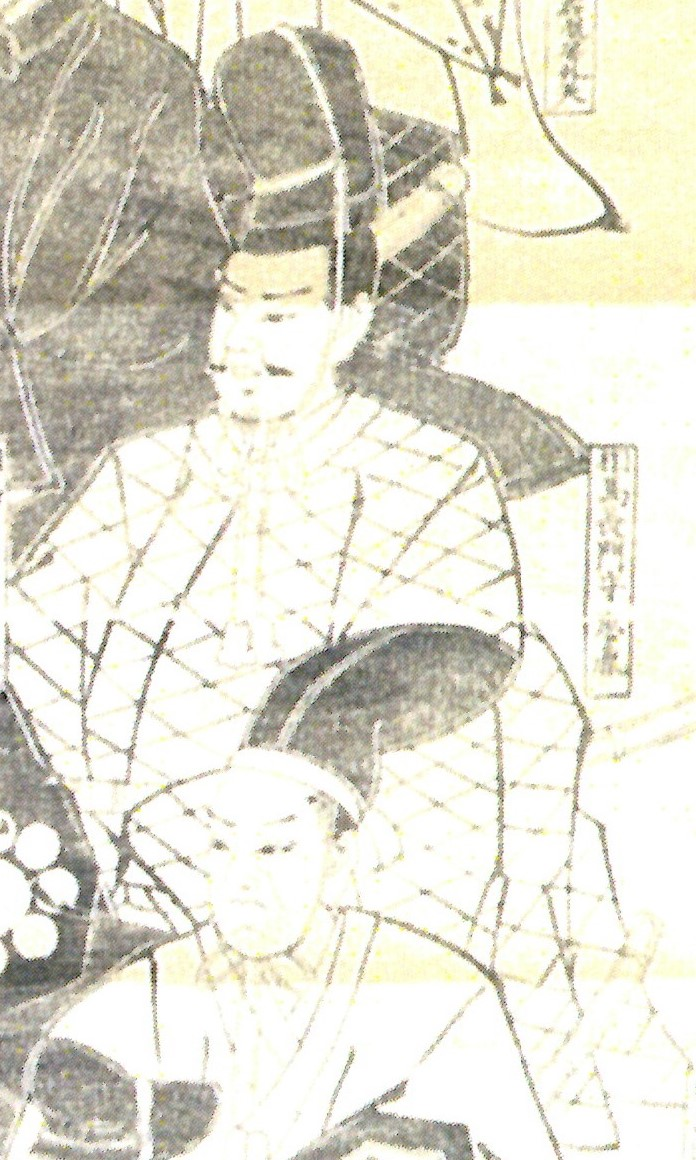
相馬忠胤

相馬 忠胤（そうま ただたね、寛永14年（1637年） - 延宝元年11月2日（1673年12月9日））は、江戸時代前期の大名。相馬氏第19代当主、陸奥相馬中村藩第3代藩主。土屋利直の次男。相馬義胤の養嗣子。子には貞胤（長男）、昌胤（次男）、娘（佐竹義長室、後に離婚）、娘（北条氏朝継室）などがいる。

## 生涯
寛永14年（1637年）、上総久留里藩2代藩主・土屋利直の次男として誕生した。
慶安4年（1651年）3月3日、陸奥相馬中村藩2代藩主の相馬義胤が病死した。義胤には嗣子が無かったため、承応元年（1652年）2月8日、利直の次男に義胤の娘の亀姫を嫁がせ養子とすることで、相馬家の家督を相続させることにした。これは江戸幕府老中・松平信綱に認められて、相馬忠胤と名乗ることになった。同年12月28日、従五位下・長門守に叙任された。
忠胤は内政手腕に優れ、明暦2年（1656年）には領内で検地を行ない、年貢減免や倹約、そして100石につき1両の積立金制度を実施している。寛文8年（1668年）には新田開発を行なった。幕府とも密接な関係を持って、名君と言われた。
延宝元年（1673年）10月、相馬中村城において病に倒れ、11月2日に死去した。墓所は南相馬市同慶寺。

## 系譜
父母
- 土屋利直（実父）
- 霊光院 ー 中東大膳の娘、側室（実母）
- 相馬義胤（養父）

正室
- 亀姫 ー 相馬義胤の長女

子女
- 相馬貞胤（長男）生母は亀姫（正室）
- 相馬昌胤（次男）生母は亀姫（正室）
- 佐竹義長室後に離婚、生母は亀姫（正室）
- 北条氏朝継室